# Dean DeFazio
Dean Garfield DeFazio, född 16 april 1963, är en kanadensisk före detta professionell ishockeyspelare som tillbringade en säsong i den nordamerikanska ishockeyligan National Hockey League (NHL), där han spelade för ishockeyorganisationen Pittsburgh Penguins. Han producerade två poäng (noll mål och två assists) samt drog på sig 28 utvisningsminuter på 22 grundspelsmatcher. Han spelade också på lägre nivåer för Baltimore Skipjacks, Newmarket Saints och New Haven Nighthawks i American Hockey League (AHL), Flint Spirits i International Hockey League (IHL), EHC Straubing i Eishockey-Oberliga (OL) och Brantford Alexanders, Sudbury Wolves och Oshawa Generals i Ontario Hockey League (OHL).
DeFazio draftades i nionde rundan i 1981 års draft av Pittsburgh Penguins som 175:e spelaren totalt.
Han är far till ishockeyspelaren Brandon DeFazio som tillhör NHL-organisationen Vancouver Canucks och spelar för Utica Comets i AHL.

## Statistik
| 1979–1980  | Ottawa Jr. Senators  | CJHL       | 47  | 27 | 25 | 52  | 80  | —  | — | — | —  | —  |
| 1980–1981  | Brantford Alexanders | OHL        | 60  | 6  | 13 | 19  | 104 | 6  | 1 | 0 | 1  | 19 |
| 1981–1982  | Brantford Alexanders | OHL        | 10  | 2  | 6  | 8   | 30  | —  | — | — | —  | —  |
|            | Sudbury Wolves       | OHL        | 50  | 21 | 32 | 53  | 81  | —  | — | — | —  | —  |
| 1982–1983  | Oshawa Generals      | OHL        | 52  | 22 | 23 | 45  | 108 | 17 | 8 | 9 | 17 | 16 |
| 1983–1984  | Pittsburgh Penguins  | NHL        | 22  | 0  | 2  | 2   | 28  | —  | — | — | —  | —  |
|            | Baltimore Skipjacks  | AHL        | 46  | 18 | 13 | 31  | 114 | 10 | 2 | 2 | 4  | 19 |
| 1984–1985  | Baltimore Skipjacks  | AHL        | 78  | 10 | 17 | 27  | 88  | 10 | 2 | 1 | 3  | 64 |
| 1985–1986  | Baltimore Skipjacks  | AHL        | 75  | 14 | 24 | 38  | 171 | —  | — | — | —  | —  |
| 1986–1987  | Newmarket Saints     | AHL        | 76  | 7  | 13 | 20  | 116 | —  | — | — | —  | —  |
| 1987–1988  | New Haven Nighthawks | AHL        | 26  | 5  | 12 | 17  | 21  | —  | — | — | —  | —  |
|            | Baltimore Skipjacks  | AHL        | 22  | 1  | 2  | 3   | 75  | —  | — | — | —  | —  |
|            | Flint Spirits        | IHL        | 30  | 8  | 6  | 14  | 39  | —  | — | — | —  | —  |
| 1988–1989  | EHC Straubing        | OL         | 16  | 15 | 9  | 24  | 34  | —  | — | — | —  | —  |
| NHL totalt | NHL totalt           | NHL totalt | 22  | 0  | 2  | 2   | 28  | —  | — | — | —  | —  |
| AHL totalt | AHL totalt           | AHL totalt | 323 | 55 | 81 | 136 | 585 | 20 | 4 | 3 | 7  | 83 |
| IHL totalt | IHL totalt           | IHL totalt | 30  | 8  | 6  | 14  | 39  | —  | — | — | —  | —  |
| OL totalt  | OL totalt            | OL totalt  | 16  | 15 | 9  | 24  | 34  | —  | — | — | —  | —  |
| OHL totalt | OHL totalt           | OHL totalt | 172 | 51 | 74 | 125 | 323 | 23 | 9 | 9 | 18 | 35 |